# Treat (группа)
Treat — рок-группа из Стокгольма, играющая в жанрах AOR, Хард-рок и Глэм-метал . Во второй половине 1980-х они получили как национальное, так и международное признание с песнями «Too wild», «Get you on the run», «Ride me high», «World of promises» и «Party all over».
Они играли на таких мероприятиях, как Monsters of Rock в Германии в 1988, были на разогреве у Queen в Швеции в 1986 и у W.A.S.P. во время их первого визита в Швецию.
В 2005 они возвращаются с релизом Weapons of choice 1984-2006 19 марта, который включал ранее невыпущенный трек «Still in heaven» наряду с новыми песнями «GO!» и «Burn for you». Они воссоединились перед аудиторией в 4000 человек на Фестивале рок-музыки Швеции 10 июня 2006.
Они заключали контракт с лейблами Mercury, Vertigo, и в данный момент с лейблом Universal.

## Дополнительная информация
- В состав бонус-треков альбома Clayman группы In Flames входит кавер на песню «World of Promises».
- Группа записала кавер на песню ZZ Top «Tush».
- Лого группы имеет сходство с лого группы Ratt.

## Члены коллектива

### Текущий состав
- Robert Ernlund — вокал (1984—1991, 2006 — наст. время)
- Anders «Gary» Wikström[швед.] — гитара, бэк-вокал (1984—1993, 2006 — наст. время)
- Patrick Appelgren — синтезатор, бэк-вокал (1989—1993, 2006 — наст. время)
- Nalle Påhlsson — бас-гитара, бэк-вокал (2006 — наст. время)
- Jamie Borger[англ.] — барабаны, бэк-вокал (1987—1993, 2006 — наст. время)

### Бывшие участники
- Leif «Lillen» Liljegren — гитара (1984—1988)
- Mats William «Dalton» Dahlberg — барабаны (1984-1985)
- Leif Sundin — барабаны (1985-1987)
- Ken «Siwan» Siewertson — бас-гитара (1984-1989)
- Mats Levén — вокал (1991-1993)
- Joakim «Joe» Larsson — бас-гитара (1989-1993)
- Thomas Lind — бас-гитара (1984)

## Дискография
- 1985: «Scratch and Bite»
- 1986: «The Pleasure Principle»
- 1987: «Dreamhunter»
- 1989: «Organized Crime»
- 1989: «Treat (UK Compilation)»
- 1992: «Treat»
- 1993: «Muscle in motion» — Bootleg/Studio leftovers
- 2006: «Weapons Of Choice»
- 2008: «Scratch and Bite (Remaster) + Live at FireFest DVD»
- 2010: «Coup De Grace»
- 2016: «Ghost of Graceland»
- 2018: «Tunguska»
- 2022: «The Endgame»

## Синглы и промоверсии
- 1984: Too wild/On the outside*
- 1984: You got me/Danger games*
- 1985: We are one/Hidin'
- 1985: Get you on the run/Hidin' (Japan only)
- 1985: Ride me high/Steal your heart away **
- 1986: Rev it up/Fallen angel
- 1986: Waiting game/Strike without a warning
- 1987: Best of me/Tush **
- 1987: You're the one I want/Save yourself
- 1988: World of promises/One way to glory
- 1989: Ready for the takin´/Stay away
- 1989: Party all over/Hunger
- 1992: Learn to fly/We're all right now
- 2006: I Burn for you
- * = не альбом, ** = может присутствовать в повторных выпусках.